# Neulise
Neulise település Franciaországban, Loire megyében. Lakosainak száma 1356 fő (2022. január 1.). Neulise Neaux, Vendranges, Croizet-sur-Gand, Pinay, Saint-Jodard, Saint-Just-la-Pendue, Saint-Marcel-de-Félines, Saint-Priest-la-Roche és Saint-Symphorien-de-Lay községekkel határos.

## Népesség
A település népességének változása:
| Lakosok száma | 1241 | 1202 | 1153 | 1249 | 1294 | 1324 | 1366 | 1372 | 1379 | 1356 |
|               | 1968 | 1982 | 1990 | 2006 | 2013 | 2015 | 2017 | 2019 | 2020 | 2022 |